# 昆采沃 (新桑扎里區)
49°23′11″N 34°22′31″E / 49.38639°N 34.37528°E
昆采沃（烏克蘭語：Кунцеве），是烏克蘭中部的村莊，隸屬波爾塔瓦州的波爾塔瓦區。該村處於沃爾斯克拉河畔，始建於1859年，面積4.171平方公里，海拔高度120米。